# Вер Шоулс (Јужна Каролина)
Вер Шоулс (енгл. Ware Shoals) град је у америчкој савезној држави Јужна Каролина.

## Демографија
По попису из 2010. године број становника је 2.170, што је 193 (-8,2%) становника мање него 2000. године.
| Група             | 2000.         | 2010.         |
| Белци             | 1.848 (78,2%) | 1.662 (76,6%) |
| Афроамериканци    | 475 (20,1%)   | 453 (20,9%)   |
| Азијати           | 3 (0,1%)      | 2 (0,1%)      |
| Хиспаноамериканци | 9 (0,4%)      | 30 (1,4%)     |
| Укупно            | 2.363         | 2.170         |